# Пыскорский медеплавильный завод

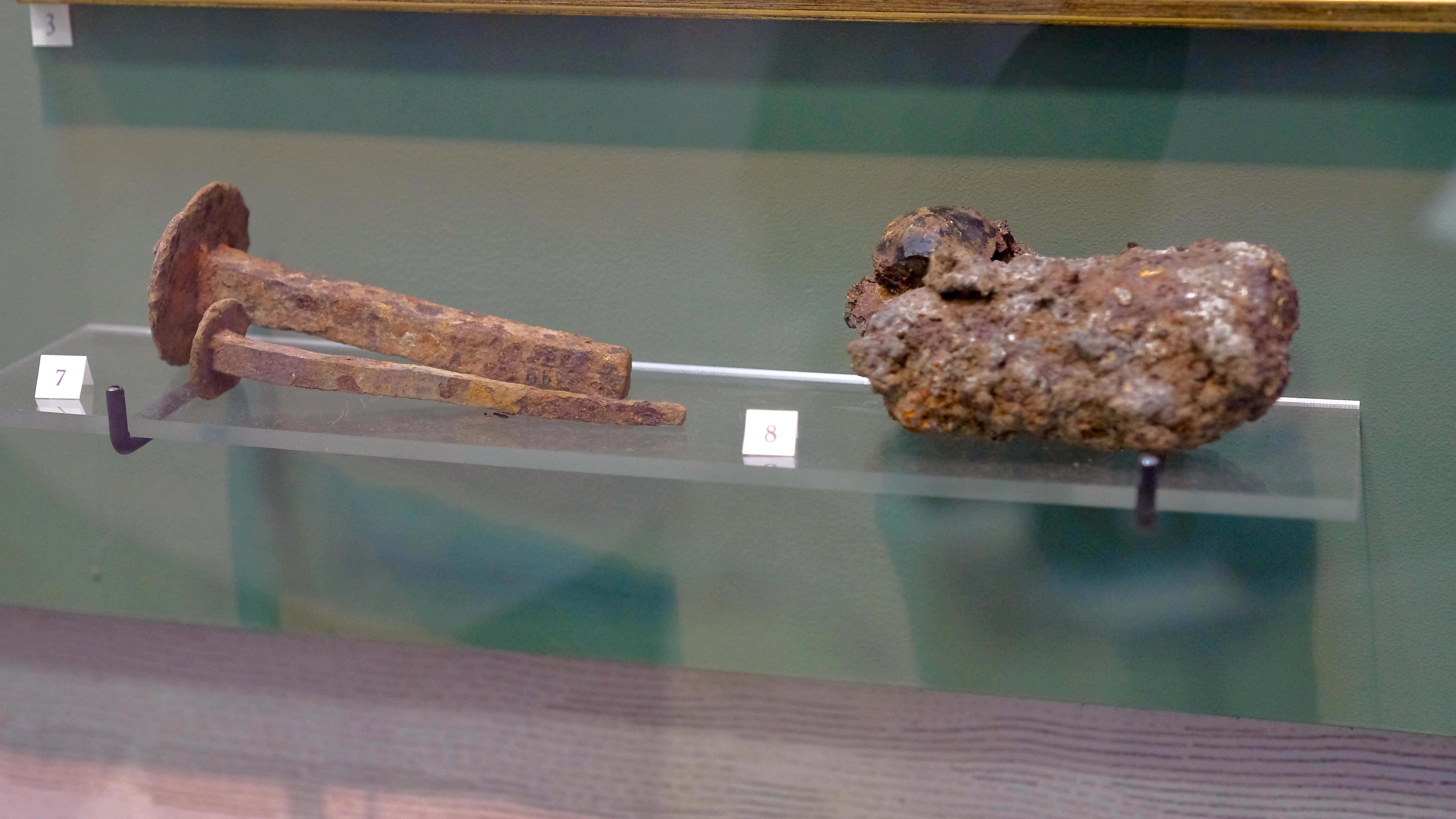
Гвозди и шлак Пыскорского завода в Нижнетагильском историко-краеведческом музее

Пыскорский медеплавильный завод — первый завод в России, производивший промышленную выплавку меди, основанный в 1635 году и действовавший до 1829 года на территории современного села Пыскор Пермского края с Григорьевским и Кужгортским рудниками.

## Географическое положение
Завод был построен на территории современного села Пыскор Пермского края, на реке Пыскорке (Кагорке), вблизи её впадения в реку Кама, на противоположном берегу от городов Березники и Соликамск.

## История создания
В начале 1630-х годах была найдена руда в Прикамье и 22 февраля 1633 года была отправлена экспедиция стольника В. И. Стрешнева и дьяка В. Сергеева из Москвы в Пермь для поиска золотой руды. В январе 1634 года участники экспедиции получили царские дары за открытие промышленного месторождения медной руды на Григорьевой горе у реки Кама в Соликамском уезде и у деревни Романовой на реке Яйве в Чердынском уезде. Началось строительства завода на горе Григоровой, непосредственно у места добычи медной руды. Место, выбранное для завода экспедицией В. Стрешнева, было негодным из-за маловодности ручья. Возведённая плотина с одной стороны была испорчена вешними водами. В 1634—1635 годах пришлось перенести заводские постройки к Пыскорскому монастырю, на реку Пыскорку, ниже по реке Каме в 25 километрах от Григоровой горы на реке Камгорке на землях Пыскорского Преображенского монастыря, используя плотину ранее построенной мельницы. Переносом занималась вторая экспедиция при участии московского купца Н. Светешникова и саксонского плавильного мастера А. Петцольта.

## Производство в 1635—1657 годах
В 1635 году началась выплавка меди, но в 1641—1643 годах завод вновь перенесён на новое место и частично перестроен. Управляющими от казны были В. И. Стрешнев с купцом Н. Светешниковым, Б. Тишин с купцом К. Босовым в 1637—1643 годах, Т. Ладыгин c И. Онофриевым, Ю. Телепнев c В. Шориным.
15 мастеров, приглашённых из Саксонии, работали первоначально на заводе, но в 1642 году их заменили русские урядники и мастеровые, присланные из Москвы. Пойма реки Пыскорки была перегорожена плотиной длиной 70 метров. В устье реки находилась пристань для судов, привозивших руду с Григоровского и Кужгортского рудников, где проводилось измельчение и промывка сырья. На рудниках впервые в российской практике применялся промышленный способ обжига угля— в кучах. Производительность завода достигала 100 пудов меди в год. В 1646 году горные работы на Кужгортском руднике уже не велись. В 1648 году завод пострадал от пожара, после чего медеплавильное дело передано в частное пользование заводским плавильщикам Тумашевым на условиях сдачи меди по фиксированной цене в казну. Тумашевы эксплуатировали завод до 1656 года и остановили его из-за истощения медных рудников и неудачных поисков новых месторождений. В 1657 году завод был остановлен и был заброшен. Следы медеплавильного промысла XVII века не сохранились.

## Экономика
За 8 лет управления заводом Тумашевыми было сдано в казну около 900 пудов меди, производительность завода на уровне 100 пудов в год. Основная часть произведённого металла поступала в казну (на Пушечный двор). Тумашевым было дано право продавать медь населению по цене 4,25 рублей за 1 пуд. Казна же закупала у них металл по 3 руб. Для сравнения отметим, что в 1625 году в шведских городах купцы могли купить красную медь по цене 6 рублей 40 копеек за пуд, а за её вывоз в Россию ещё приходилось платить пошлину. Медеплавильный завод принёс казне прибыли более 1500 рублей.

## Производство в 1723—1829 годах
В 1723 году было начато новое строительство по распоряжению В. И. де Геннина для развития эксплуатации обнаруженных на горе Григоровой меднорудных залежей. Строительными работами руководил И. Н. Юдин. Завод был введён в эксплуатацию в 1724 году, и состоял из двух фабрик со своими плотинами. На двух фабриках имелось 8 медеплавильных печей, на которых выплавлялось от 100 до 3000 пудов чёрной меди в год. Среднегодовая выплавка меди составляла 1550 пудов. Первоначально чёрная медь проходила дальнейшую переработку непосредственно на заводе, но с 1739 года она стала отправляться на Мотовилихинский завод.

## Экономика
Себестоимость пуда пыскорской штыковой меди была самой низкой среди всех заводов Урала (в 1745 году себестоимость пуда штыковой меди Пыскорского и Юговского казённых заводов составляла 3 рубля 15 копеек, а на частных заводах от 5 рублей 11 копеек). В 1759 году из-за падения рентабельности казённых предприятий завод передан в частное владение канцлеру графу Михаилу Илларионовичу Воронцову. В 1781 году он был изъят у наследников М. И. Воронцова и возвращён в казну.
В 1791 году выплавлено 3,7 тысяч пудов меди, в 1792 году — 5,2 тысяч пудов. В сутки в 1 печи в среднем выплавлялось 100—120 пудов руды. В 1797 году на заводе действовали три плавильные фабрики, кузница, пильная, меховая. К заводу относились 6 действующих и 311 недействующих медных рудников. В 1809 году при заводе было три плотины. Завод продолжал работать до 1829 года и был закрыт из-за истощения рудников. За 106 лет своего существования завод выплавил около 157 тысяч пудов (или 2571,7 тонн) меди.